# Stefan Ziemięcki

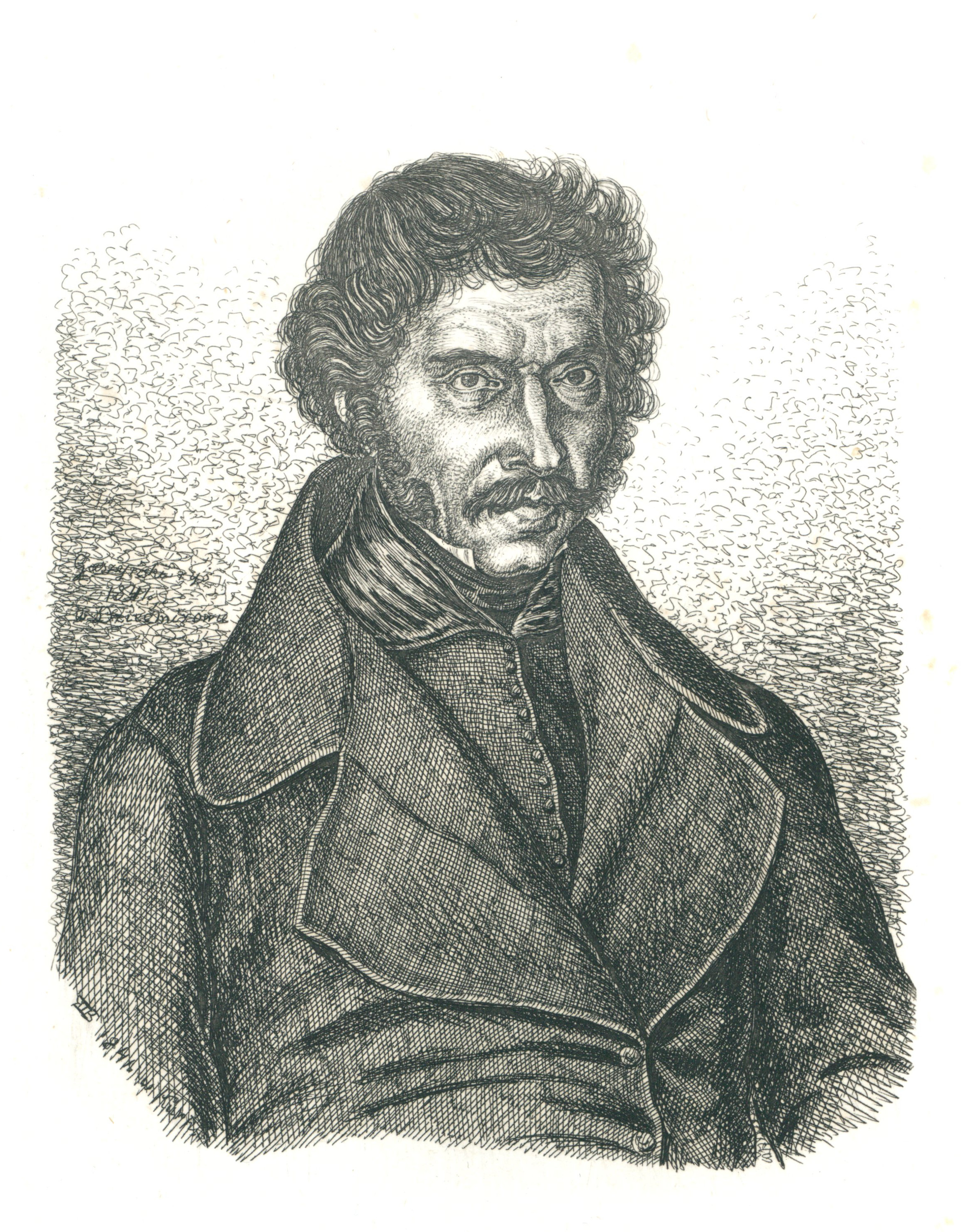
Stefan Ziemięcki

Stefan Andrzej Aleksander Ziemięcki (ur. 6 lipca 1776 (?) w Górówce (woj. poznańskie), zm. 1847 w Dziećmierzowie k. Kórnika) – oficer armii pruskiej, generał brygady Wojska Polskiego z czasów powstania listopadowego. 
W 1780 wstąpił do armii pruskiej. W latach 1792–1795 walczył przeciwko republikańskiej Francji. Stopień oficerski podporucznika uzyskał w 1805. Walczył i odznaczył się pod Auerstedt (1806). 
Służbę pruską porzucił w 1809 w stopniu kapitana, przechodząc do armii Księstwa Warszawskiego. Szef szwadronu w wojnie polsko-austriackiej w 1809 roku. Brał udział w wojnie z Austrią w 1809. Podczas kampanii rosyjskiej w 1812, pod Berezyną dostał się do niewoli.
Po uwolnieniu w 1815 wszedł do 2 pułku strzelców konnych armii Królestwa Polskiego w stopniu majora. Podpułkownik z 1817, pułkownik z 1820. Stanowisko dowódcy pułku objął w 1829.
W powstaniu listopadowym, w styczniu 1831 objął stanowisko dowódcy brygady jazdy i na jej czele walczył pod Grochowem, gdzie został ranny w rękę.
Po wyleczeniu wycofał się z armii polowej i został inspektorem rezerw kawaleryjskich. Generał brygady z 12 maja 1831. 
Zdecydowany przeciwnik kapitulacji powstania. Do jego końca pozostawał w służbie. Internowany w Prusach. Po uwolnieniu przebywał na emigracji.
Ok. 1840 powrócił do Wielkopolski i osiadł w Dziećmierzowie, gdzie zmarł.